# Городніченко Юрій Олександрович
Юрій Олександрович Городніченко (укр. Юрій Олександрович Городніченко; 1978 ) — український і американський економіст, професор Каліфорнійського університету в Берклі (Quantedge Presidential Professor of Economics). Член Економетричного товариства.

## Біографія
Юрій Городниченко закінчив 1999 року Києво-Могилянську академію, а 2001 року магістратуру з економіки при Консорціумі економічних досліджень та освіти (майбутня Київська школа економіки). Продовжив навчання в магістратурі зі статистики (2004) у Мічиганському університеті. Там же захистив дисертацію на тему "Essays in Macroeconomics" і здобув ступінь PhD з економіки. З 2007 року викладає в Каліфорнійському університеті в Берклі, з 2017 року — професор. 
З 2007 року співпрацює з Національним бюро економічних досліджень та Інститутом економіки праці. З 2009 року — запрошений дослідник у Федеральному резервному банку Сан-Франциско. Консультант Європейського інвестиційного банку та Європейського центрального банку.

## Наукова діяльність
Основна сфера наукових інтересів — прикладна макроекономіка, зокрема моделі оптимальної грошово-кредитної та фіскальної політики, інтеграція світових ринків, фактори існування жорсткості цін та інші.
У червні 2012 року отримав від Національного наукового фонду США грант $420,366 тис. на дослідження за темою "Analysis of Prices, Informational Rigidities and Productivity Differences".
Роботи Юрія Городниченка були опубліковані в провідних економічних журналах, таких як American Economic Review, Journal of Political Economy, Quarterly Journal of Economics, The Review of Economic Studies, Journal of European Economic Association та багатьох інших. Городниченко — член редколегії журналів Journal of Monetary Economics і "Вісник Національного банку України". З 2014 до 2017 року був співредактором журналу "Огляд економіки і статистики". Співзасновник і член наглядової ради проєкту VoxUkraine.
Член Економетричного товариства (2021), Кільського інституту світової економіки (2011) та Асоціації порівняльних економічних досліджень (2019).
На квітень 2022 року індекс Гірша за версією Google Scholar — 54, за версією Scopus — 29. За даними RePEc на березень 2022 року входить до Топ-10 економістів за публікаціями за останні 10 років.

## Громадська та експертна діяльність
У квітні 2022 року керував підготовкою доповіді "План реконструкції України" Центру досліджень економічної політики, в якій розроблявся сценарій післявоєнного відновлення економіки країни.

## Нагороди та визнання
2011 — Excellence Awards
2012 — NSF CAREER Award
2013 — Стипендія Слоуна
2015 — Найуспішніший український економіст за версією Forbes Україна
2018 — Monetary Economics and Finance Prize (Junior Prize non EU)
2018 — Найкращий молодий економіст у світі за версією RePEc (за публікаціями за 15 років)
Дослідження Городниченка фінансувалися Національним науковим фондом, Фондом Альфреда П. Слоуна, Національним бюро економічних досліджень, Адміністрацією соціального забезпечення, Google та іншими агенціями й фірмами.